# Soul Demise
Soul Demise ist eine deutsche Melodic-Death- und Thrash-Metal-Band aus Neumarkt, Bayern, die im Jahr 1993 unter dem Namen Inhuman gegründet wurde.

## Geschichte
Die Band wurde im Oktober 1993 unter dem Namen Inhuman gegründet. Im November 1994 folgte das erste Demo Incantations. Die Gruppe bestand anfangs aus dem Sänger Jürgen „Eumel“ Aumann, den beiden Gitarristen Andreas Schuhmeier und Martin Werthammer, dem Bassisten Andreas Bradl und dem Schlagzeuger Andreas Brückel. Kurze Zeit später änderte sich die Besetzung jedoch, nachdem Alex Windorfer als neuer Gitarrist und Roland Jahoda als neuer Schlagzeuger zur Band hinzukamen. 1996 erschien das Debütalbum Inner Fears. Innerhalb der nächsten zwei Jahre hatte die Band mehr als 150 Auftritte und spielte dabei zusammen mit Morbid Angel, Sinister, Dying Fetus und Vader. Danach änderte die Gruppe ihren Namen in Soul Demise um und veröffentlichte im September 1998 die EP Farewell to the Flesh. Der Veröffentlichung schlossen sich weitere Auftritte zusammen mit Krisiun, Deranged und Soilwork an. Das erste Album unter dem nun veränderten Bandnamen folgte im Jahr 2000 unter dem Namen Beyond Human Conception bei Gutter Records. Zudem erschien auch eine auf 333 Stück limitierte Picture-Disc-Schallplatte. Es folgten weitere Auftritte zusammen mit Deströyer 666, Decapitated und Immolation, ehe der Sänger Aumann die Band verließ. Die Gruppe bestand daraufhin aus dem Sänger Thomas Bachmeier, dem Gitarristen Andreas Schuhmeier, dem Bassisten Andreas Bradl und dem Schlagzeuger Roland Jahoda. Etwas später bereits kam jedoch Roman Zimmerhackel als neuer Sänger zur Besetzung. Zum einen spielte die Gruppe unter anderem zusammen mit Napalm Death und trat dabei unter anderem mit Huge Baby in München auf; zum anderen spielten beide Bands auch 2003 unter anderem in Hamburg zusammen mit The Great Deceiver. Im Jahr 2003 schloss sich das nächste Album unter dem Namen In Vain bei Season of Mist an. Das Album wurde, wie bereits der Vorgänger, im Berno Studio aufgenommen und von Berno Paulson produziert. Im selben Jahr spielte die Band zudem unter anderem in Lachheim zusammen mit Dew-Scented, The Crestfallen und Certified Insane. Im September 2004 erschien der Sampler Slaughterous Souls – A Tribute to At the Gates bei Drowned Scream Records an, für den Soul Demise eine Coverversion des At-the-Gates-Liedes Forever Blind beisteuerte. In den folgenden Jahren erschienen zwei weitere Alben: Das selbstfinanzierte und von Jacob Hansen produzierte Blind im Jahr 2005 bei Remedy Records und  Acts Of Hate im Jahr 2009 bei Remission Records. Währenddessen spielte die Band weitere Konzerte und spielte dabei untere anderem auch auf dem Party.San und dem Up from the Ground. Im Jahr 2005 spielte die Band unter anderem zusammen mit Dismember, Anata, Psycroptic und Fallen Yggdrasil in München. Im Jahr 2010 erschien über Remission Records das Album Sindustry.

## Stil
Auf ihrer Facebook-Präsenz gibt die Band Gruppen aus Göteborg, speziell At the Gates, als ihren Haupteinfluss an. Laut Michael Schäfer vom Metal Hammer schaffe es Soul Demise auf Beyond Human Perception ebenfalls wie Behind the Scenery Melodic Death Metal zu spielen, ohne den schwedischen Stil zu kopieren. Vielmehr höre man US-amerikanische Vorbilder wie  amerikanische Vorbilder wie Morbid Angel oder Slayer und auch einige Klangstrukturen würden an Thrash Metal erinnern. In einem Metal-Hammer-Bericht zu In Vain schrieb Petra Schurer, dass die Band vor allem versuche, sozialkritische Themen mit den Liedtexten zu behandeln. Laut Anzo Sadoni vom Metal Hammer spiele die Band auf dem Album schwedischen, melodischen Death Metal, der nach At the Gates, insbesondere nach Slaughter of the Soul klinge. Die Gruppe verstehe es dabei die Atmosphäre dieses Albums „mit eigenen Stilelementen wie Thrash and Blast zu kombinieren“. In einem Metal-Hammer-Artikel bemerkte auch Petra Schurer auf Blind die Nähe zu At the Gates. Die Band gebe sich auf dem Album jedoch weniger old School als auf den Vorgängern. Die Parallelen zu At the Gates hörte Schurer auch in ihrer Rezension zu Blind heraus, wobei jedoch Death-Metal-Einflüsse aus Stockholm zu hören seien und Lieder wie Ignore the Truth nach Edge of Sanity klingen würden. Im Vorfeld bezeichnete der Metal Hammer die Musik auf Acts of War als eine Mischung aus Thrash- und Death-Metal, wobei man Laut Dominik Winter vom Metal Hammer spiele die Band auf Acts of Hate Melodic Death Metal, wobei man besonderen Wert auf eine Mischung aus Melodie und Aggressivität legen wolle. das Album eine „verfeinerte, schnellere Kombination aus Tradition und Moderne, aus Brutalität und Melodie“ sei. Fast jedes Lied des Albums behandle Themen des Selbsthasses und schließe somit an die Themen von Blind an, das Hass. Wut Ignoranz und Naivität behandelt hätten. Zimmerhackel zu den Texten von Acts of Hate: „Jeder Song ist ein Akt des Hasses. Einerseits arbeite ich immer noch Geschichten wie die Krankheit meines Vaters auf, andererseits geht es um die Vorstellung, der Tod spiele mit mir, als sei ich eine nach Lust und Laune steuerbare Marionette. Die Texte hinterfragen, ob das, was man denkt, auch das ist, was man selbst will – oder ob es sich nur um von der Medienlandschaft oder der Gesellschaft Aufgedrängtes handelt. Selbsthass, weil man sich als Eigenbestrafung schneidet, gleichzeitig aber auch, um dadurch Befriedigung zu erlangen, spielt ebenfalls eine Rolle.“ In seiner Rezension zum Album beschrieb Winter die Musik als Melodic Death Metal, der klassische und moderne Elemente kombiniere, wobei sich die Gruppe am Melodic Death Metal aus Götebor orientiere. Blastbeats, wie auch dynamische Arrangements seien für die Lieder ebenfalls charakteristisch. Im Lied In Blind Human Hate komme zudem eine Akustikgitarre zum Einsatz. Laut Dominik Winter vom Metal Hammer habe sich die Geschwindigkeit auf Sindustry im Vergleich zum Vorgänger stark gesteigert. Winter, der die Musik als eine Mischung aus Melodic-Death- und Thrash-Metal beschrieb, fand, dass durch die gestiegene Aggressivität und Geschwindigkeit, die Lieder weniger eingängig seien und sich diese nach und nach erschließen würden. Die Lieder würden „[v]on sich langsam in die Zivilisation einschleichender Einsamkeit in einer immer mehr von Technik beherrschten Welt bis zu blindem Ausüben von (Tötungs-)Befehlen“ handeln. Im selben Artikel sprach Sänger Zimmerhackel zudem vom Lied Cerebral Tumor: „Das Lied beschreibt die nervtötende Existenz des Tinnitus' und seine Gier, einem den letzten Verstand zu rauben; die Veränderung in Kopf und Wesen, leichter reizbar und genervt zu sein“. In der Metal-Hammer-Rezension zum Album bezeichnete Thorsten Zahn die Musik ebenfalls als eine Mischung aus Thrash Metal und Melodic Death Metal. Vor allem die Melodien würden an letzteres erinnern. Zudem sei die Gruppe im Vergleich zu den Vorgängern spieltechnisch deutlich anspruchsvoller geworden, während der Gesang abwechslungsreich sei.

## Diskografie
als Inhuman
- 1994: Incantations (Demo, Eigenveröffentlichung)
- 1996: Inner Fears (Demo, Eigenveröffentlichung)

als Soul Demise
- 1998: Farewell to the Flesh (EP, 1998, Eigenveröffentlichung)
- 2000: Beyond Human Perception (Album, Gutter Records)
- 2002: In Vain (Album, Season of Mist)
- 2005: Blind (Album, Remedy Records)
- 2009: Acts of Hate (Album, Remission Records)
- 2010: Sindustry (Album, Remission Records)
- 2017: Thin Red Line (Album, Apostasy Records)